# Quyết Thắng (Đồng Nai)
Quyết Thắng is een phường van Biên Hòa, de hoofdstad van de provincie Đồng Nai.